# Myosauroides
Myosauroides — рід травоїдних нессавцевих терапсидів родини Myosauridae, що існував наприкінці пермського періоду. Скам'янілості тварини виявлено у зоні скупчення Cistecephalus в селищі Клейнфонтейн у провінції Гаутенг на півночі ПАР.